# Leobersdorfer Bahn
| ÖBB 5147 bei Thenneberg | |                                                                           |                                                     |
| Karte der Leobersdorfer Bahn | |                                                                           |                                                     |
| Streckennummer (ÖBB): | 10701 |                                                                           |                                                     |
| Kursbuchstrecke: | 113 (St. Pölten – Hainfeld/Schrambach, Traisentalbahn) 513 (Leobersdorf – Weißenbach-Neuhaus, Triestingtalbahn)             |                                                                           |                                                     |
| Streckenlänge: | 50,7 (in Betrieb) km |                                                                           |                                                     |
| Spurweite: | 1435 mm (Normalspur) |                                                                           |                                                     |
| Netzkategorie: | B1 (St. Pölten – Traisen) B2 (Leobersdorf – Weißenbach-Neuhaus, Traisen – Hainfeld)                                         |                                                                           |                                                     |
| Streckenklasse: | D4 (Wittmannsdorf – Weißenbach-Neuhaus) D3 (Leobersdorf – Wittmannsdorf, Wilhelmsburg – St. Pölten) C3 (Hainfeld – Traisen) |                                                                           |                                                     |
| Stromsystem: | ehem. 15 kV 16,7 Hz (Leobersdorf – Wittmannsdorf) ~                                                                         |                                                                           |                                                     |
| Minimaler Radius: | 177 m |                                                                           |                                                     |
| Streckengeschwindigkeit: | 90 km/h |                                                                           |                                                     |
| | |                                                                           |                                                     |
| \| \| \| Südbahn von Wien \| \| \| \| 0,000 \| Leobersdorf seit 16.05.1841 \| 258,7 m ü. A. \| \| \| \| Südbahn nach Spielfeld-Straß \| \| \| \| 0,5 \| Triesting-Hochwassergraben \| Triesting-Hochwassergraben \| \| \| 1,5 \| Triesting \| Triesting \| \| \| \| Lokalbahn Wittmannsdorf–Ebenfurth nach Sollenau EWA \| \| \| \| 2,554 \| Wittmannsdorf seit 23.08.1883 \| 270,9 m ü. A. \| \| \| \| Gutensteinerbahn nach Gutenstein \| \| \| \| 5,148 \| Enzesfeld-Lindabrunn [Anm. 1] seit 01.09.1877 \| 281,2 m ü. A. \| \| \| 6,200 \| HOA/FOA/SOA-Anlage \| HOA/FOA/SOA-Anlage \| \| \| 6,382 \| Hirtenberg seit 10.08.1883 \| 286,8 m ü. A. \| \| \| 8,518 \| St. Veit a. d. Triesting seit 27.06.1880 \| 298,8 m ü. A. \| \| \| 10,042 \| Berndorf Fabrik[Anm. 2] seit 01.09.1877 \| 303,5 m ü. A. \| \| \| 12,091 \| Berndorf Stadt seit 14.07.1878 \| 312,4 m ü. A. \| \| \| 14,661 \| Pottenstein a. d. Triesting seit 01.09.1877 \| 326,4 m ü. A. \| \| \| 16,471 \| Fahrafeld 01.05.1895 – 08.12.2007 \| 339,1 m ü. A. \| \| \| 18,358 \| Triesting (31,55 m) \| Triesting (31,55 m) \| \| \| 19,100 \| Weissenbach-Neuhaus seit 01.09.1877 \| 354 m ü. A. \| \| \| 19,725 \| Eigentumsgrenze ÖBB – NÖVOG \| Eigentumsgrenze ÖBB – NÖVOG \| \| \| 19,806 \| Triesting (27,0 m) \| Triesting (27,0 m) \| \| \| 20,3 \| Eberbach-Hocheck 01.08.1911 – 12.04.1920 \| Eberbach-Hocheck 01.08.1911 – 12.04.1920 \| \| \| 23,0 \| Taßhof 27.05.1882 – 02.06.1996 \| 381,1 m ü. A. \| \| \| 24,890 \| Altenmarkt a. d. Triesting 15.08.1886 – 12.12.2004 \| 395,7 m ü. A. \| \| \| 26,401 \| Altenmarkt-Thenneberg 01.08.1877 – 12.12.2004 \| 409 m ü. A. \| \| \| 28,009 \| Triesting (18,59 m) \| Triesting (18,59 m) \| \| \| 28,066 \| Brücke über die B18 \| Brücke über die B18 \| \| \| 31,407 \| Kaumberg 01.09. 1877 – 12.12.2004 \| 452,1 m ü. A. \| \| \| 32,732 \| Kaumberg Markt 20.05.1884 – 12.12.2004 \| 479,1 m ü. A. \| \| \| \| Gerichtsbergtunnel (168 m) \| 566 m ü. A. \| \| \| 36,526 \| Gerichtsberg 27.06.1880 – 12.12.2004 \| 563,1 m ü. A. \| \| \| \| Eigentumsgrenze ÖBB – NÖVOG \| \| \| \| 43,905 \| Hainfeld seit 03.10.1877 \| 418,1 m ü. A. \| \| \| 46,061 \| Rohrbach/Gölsen seit 01.06.1881 \| 404,2 m ü. A. \| \| \| 48,865 \| Rainfeld-Kleinzell seit 01.10.1900 \| 383,5 m ü. A. \| \| \| 51,657 \| St. Veit an der Gölsen seit 03.10.1877 \| 371,2 m ü. A. \| \| \| 53,523 \| Wiesenfeld-Schwarzenbach seit 01.11.1884 \| 364,3 m ü. A. \| \| \| \| von Kernhof \| \| \| \| 56,493 \| Traisen seit 03.10.1877 \| 345,8 m ü. A. \| \| \| 58,205 \| Rotheau-Eschenau 27.06.1880 – 13.12.2014 \| 340,8 m ü. A. \| \| \| 60,088 \| Göblasbruck 15.05.1926 – 13.12.2014 \| 332,3 m ü. A. \| \| \| 62,208 \| Kreisbach seit 06.06.1886 \| 324,9 m ü. A. \| \| \| 62,757 \| Traisen (81,0 m) \| Traisen (81,0 m) \| \| \| 63,520 \| Wilhelmsburg a. d. Traisen seit 03.10.1877 \| 319,5 m ü. A. \| \| \| 66,497 \| St. Georgen am Steinfeld seit 29.06.1879 \| 306,6 m ü. A. \| \| \| 67,600 \| Hart-Wörth (11. April 2022 aufgelassen) \| Hart-Wörth (11. April 2022 aufgelassen) \| \| \| 68,701 \| Spratzern seit 1914, bis 13.12.2014 Personenverkehr \| 295,3 m ü. A. \| \| \| 70,275 \| Spratzern Haltestelle 29.06.1879 – 13.12.2014 \| 287 m ü. A. \| \| \| \| Güterzugumfahrung St. Pölten \| \| \| \| 71,535 \| St. Pölten Porschestraße \| St. Pölten Porschestraße \| \| \| 72,167 \| Anschlussbahn Gregorites \| Anschlussbahn Gregorites \| \| \| ~72,4 \| St. Pölten Bildungscampus (seit 11. April 2022) \| St. Pölten Bildungscampus (seit 11. April 2022) \| \| \| \| \| \| \| \| 73,397 \| St. Pölten-Kaiserwald[Anm. 3] seit 15.11.1901 (bis 10.12.2016 St. Pölten Alpenbf) \| 276,7 m ü. A. \| \| \| \| \| \| \| \| \| Westbahn von Salzburg \| \| \| \| 75,268 \| St. Pölten Hbf seit 31.05.1887 \| 273,2 m ü. A. \| \| \| \| Westbahn nach Wien \| \| | |                                                                           |                                                     |
| Strecke | | Südbahn von Wien                                                          | Südbahn von Wien                                    |
| Bahnhof | 0,000 | Leobersdorf seit 16.05.1841                                               | 258,7 m ü. A.                                       |
| Abzweig geradeaus und nach links | | Südbahn nach Spielfeld-Straß                                              | Südbahn nach Spielfeld-Straß                        |
| Brücke über Wasserlauf | 0,5 | Triesting-Hochwassergraben                                                | Triesting-Hochwassergraben                          |
| Brücke über Wasserlauf | 1,5 | Triesting                                                                 | Triesting                                           |
| Abzweig geradeaus und ehemals von links | | Lokalbahn Wittmannsdorf–Ebenfurth nach Sollenau EWA                       | Lokalbahn Wittmannsdorf–Ebenfurth nach Sollenau EWA |
| Bahnhof | 2,554 | Wittmannsdorf seit 23.08.1883                                             | 270,9 m ü. A.                                       |
| Abzweig geradeaus und ehemals nach links | | Gutensteinerbahn nach Gutenstein                                          | Gutensteinerbahn nach Gutenstein                    |
| Bahnhof | 5,148 | Enzesfeld-Lindabrunn seit 01.09.1877                                      | 281,2 m ü. A.                                       |
| Kilometer-Wechsel | 6,200 | HOA/FOA/SOA-Anlage                                                        | HOA/FOA/SOA-Anlage                                  |
| Haltepunkt / Haltestelle | 6,382 | Hirtenberg seit 10.08.1883                                                | 286,8 m ü. A.                                       |
| Haltepunkt / Haltestelle | 8,518 | St. Veit a. d. Triesting seit 27.06.1880                                  | 298,8 m ü. A.                                       |
| Bahnhof | 10,042 | Berndorf Fabrik seit 01.09.1877                                           | 303,5 m ü. A.                                       |
| Haltepunkt / Haltestelle | 12,091 | Berndorf Stadt seit 14.07.1878                                            | 312,4 m ü. A.                                       |
| Bahnhof | 14,661 | Pottenstein a. d. Triesting seit 01.09.1877                               | 326,4 m ü. A.                                       |
| ehemaliger Haltepunkt / Haltestelle | 16,471 | Fahrafeld 01.05.1895 – 08.12.2007                                         | 339,1 m ü. A.                                       |
| Brücke über Wasserlauf | 18,358 | Triesting (31,55 m)                                                       | Triesting (31,55 m)                                 |
| Kopfbahnhof Strecke ab hier außer Betrieb | 19,100 | Weissenbach-Neuhaus seit 01.09.1877                                       | 354 m ü. A.                                         |
| Wechsel des Eisenbahninfrastrukturunternehmens (Strecke außer Betrieb) | 19,725 | Eigentumsgrenze ÖBB – NÖVOG                                               | Eigentumsgrenze ÖBB – NÖVOG                         |
| Brücke über Wasserlauf (Strecke außer Betrieb) | 19,806 | Triesting (27,0 m)                                                        | Triesting (27,0 m)                                  |
| Haltepunkt / Haltestelle (Strecke außer Betrieb) | 20,3 | Eberbach-Hocheck 01.08.1911 – 12.04.1920                                  | Eberbach-Hocheck 01.08.1911 – 12.04.1920            |
| Haltepunkt / Haltestelle (Strecke außer Betrieb) | 23,0 | Taßhof 27.05.1882 – 02.06.1996                                            | 381,1 m ü. A.                                       |
| Haltepunkt / Haltestelle (Strecke außer Betrieb) | 24,890 | Altenmarkt a. d. Triesting 15.08.1886 – 12.12.2004                        | 395,7 m ü. A.                                       |
| Bahnhof (Strecke außer Betrieb) | 26,401 | Altenmarkt-Thenneberg 01.08.1877 – 12.12.2004                             | 409 m ü. A.                                         |
| Brücke über Wasserlauf (Strecke außer Betrieb) | 28,009 | Triesting (18,59 m)                                                       | Triesting (18,59 m)                                 |
| Brücke (Strecke außer Betrieb) | 28,066 | Brücke über die B18                                                       | Brücke über die B18                                 |
| Bahnhof (Strecke außer Betrieb) | 31,407 | Kaumberg 01.09. 1877 – 12.12.2004                                         | 452,1 m ü. A.                                       |
| Haltepunkt / Haltestelle (Strecke außer Betrieb) | 32,732 | Kaumberg Markt 20.05.1884 – 12.12.2004                                    | 479,1 m ü. A.                                       |
| Tunnel (Strecke außer Betrieb) | | Gerichtsbergtunnel (168 m)                                                | 566 m ü. A.                                         |
| Bahnhof (Strecke außer Betrieb) | 36,526 | Gerichtsberg 27.06.1880 – 12.12.2004                                      | 563,1 m ü. A.                                       |
| Wechsel des Eisenbahninfrastrukturunternehmens (Strecke außer Betrieb) | | Eigentumsgrenze ÖBB – NÖVOG                                               | Eigentumsgrenze ÖBB – NÖVOG                         |
| Kopfbahnhof Strecke bis hier außer Betrieb | 43,905 | Hainfeld seit 03.10.1877                                                  | 418,1 m ü. A.                                       |
| Haltepunkt / Haltestelle | 46,061 | Rohrbach/Gölsen seit 01.06.1881                                           | 404,2 m ü. A.                                       |
| Haltepunkt / Haltestelle | 48,865 | Rainfeld-Kleinzell seit 01.10.1900                                        | 383,5 m ü. A.                                       |
| Haltepunkt / Haltestelle | 51,657 | St. Veit an der Gölsen seit 03.10.1877                                    | 371,2 m ü. A.                                       |
| Haltepunkt / Haltestelle | 53,523 | Wiesenfeld-Schwarzenbach seit 01.11.1884                                  | 364,3 m ü. A.                                       |
| Abzweig geradeaus und von links | | von Kernhof                                                               | von Kernhof                                         |
| Bahnhof | 56,493 | Traisen seit 03.10.1877                                                   | 345,8 m ü. A.                                       |
| ehemaliger Haltepunkt / Haltestelle | 58,205 | Rotheau-Eschenau 27.06.1880 – 13.12.2014                                  | 340,8 m ü. A.                                       |
| ehemaliger Haltepunkt / Haltestelle | 60,088 | Göblasbruck 15.05.1926 – 13.12.2014                                       | 332,3 m ü. A.                                       |
| Haltepunkt / Haltestelle | 62,208 | Kreisbach seit 06.06.1886                                                 | 324,9 m ü. A.                                       |
| Brücke über Wasserlauf | 62,757 | Traisen (81,0 m)                                                          | Traisen (81,0 m)                                    |
| Bahnhof | 63,520 | Wilhelmsburg a. d. Traisen seit 03.10.1877                                | 319,5 m ü. A.                                       |
| Haltepunkt / Haltestelle | 66,497 | St. Georgen am Steinfeld seit 29.06.1879                                  | 306,6 m ü. A.                                       |
| ehemaliger Haltepunkt / Haltestelle | 67,600 | Hart-Wörth (11. April 2022 aufgelassen)                                   | Hart-Wörth (11. April 2022 aufgelassen)             |
| Dienststation / Betriebs- oder Güterbahnhof | 68,701 | Spratzern seit 1914, bis 13.12.2014 Personenverkehr                       | 295,3 m ü. A.                                       |
| ehemaliger Haltepunkt / Haltestelle | 70,275 | Spratzern Haltestelle 29.06.1879 – 13.12.2014                             | 287 m ü. A.                                         |
| Kreuzung geradeaus unten | | Güterzugumfahrung St. Pölten                                              | Güterzugumfahrung St. Pölten                        |
| Haltepunkt / Haltestelle | 71,535 | St. Pölten Porschestraße                                                  | St. Pölten Porschestraße                            |
| Abzweig geradeaus und nach rechts | 72,167 | Anschlussbahn Gregorites                                                  | Anschlussbahn Gregorites                            |
| Haltepunkt / Haltestelle | ~72,4 | St. Pölten Bildungscampus (seit 11. April 2022)                           | St. Pölten Bildungscampus (seit 11. April 2022)     |
| | |                                                                           |                                                     |
| Bahnhof | 73,397 | St. Pölten-Kaiserwald seit 15.11.1901 (bis 10.12.2016 St. Pölten Alpenbf) | 276,7 m ü. A.                                       |
| | |                                                                           |                                                     |
| Abzweig geradeaus und von links | | Westbahn von Salzburg                                                     | Westbahn von Salzburg                               |
| Bahnhof | 75,268 | St. Pölten Hbf seit 31.05.1887                                            | 273,2 m ü. A.                                       |
| Strecke | | Westbahn nach Wien                                                        | Westbahn nach Wien                                  |

Die Leobersdorfer Bahn erschließt das Gölsen-, Triesting- und Traisental, also das Gebiet süd- und südwestlich von Wien mit vielen touristischen Zielen im Wienerwald. Sie verband Leobersdorf über Hainfeld mit St. Pölten. Erbaut und betrieben wurde die Strecke von den Niederösterreichischen Südwestbahnen, allerdings wurde die Gesellschaft bereits 1878 verstaatlicht. Im Jahr 2004 wurde der Abschnitt über den Gerichtsberg (Weissenbach-Neuhaus – Hainfeld) stillgelegt. Noch betrieben werden die Abschnitte Leobersdorf – Weissenbach-Neuhaus (Triestingtalbahn), und St. Pölten – Hainfeld/Schrambach (Traisentalbahn)
sowie Freiland – St. Aegyd als Güter- und Sonderfahrtenstrecke in Gemeindebesitz (Anschlussbahn Traisental).

## Entstehung
Nach Vollendung der Westbahn gab es mehrere Projekte, westlich von Wien deren Verbindung zur Südbahn herzustellen. Bevorzugt war die großräumige (bis auf etwa 32 bis 39 Streckenkilometer geschlossene) Verbindung St. Pölten–Mürzzuschlag, deren Bau/Vollendung für 1871/1872 als sichergestellt galt. (Siehe auch: Lokalbahn Mürzzuschlag–Neuberg).

Bahnhof Leobersdorf (1909)

Schließlich setzte sich die Idee durch, die Wasserscheide zwischen Gölsen und Triesting in kaum 600 m Seehöhe mit einer Trassenführung St. Pölten-Leobersdorf zu überwinden. Diese Variante bot durch Personen- und Güterverkehr die Möglichkeit, die Wirtschaft in dieser gebirgigen Region zu fördern und den dort ansässigen Betrieben den Zugang zum leistungsfähigen Bahnnetz zu verschaffen wie auch der Industrie des in der Ebene gelegenen Großraums Wiener Neustadt eine Wien umgehende und daher kürzere Westverbindung zu offerieren – einschließlich militär-taktischer Nutzung.
Mit Gesetz vom 16. Mai 1874 wurde nicht nur die Grundlage für den Bau der Strecke Leobersdorf–St. Pölten geschaffen, sondern u. a. auch Vorsorge für eine Flügelbahn von Scheibmühl nach Schrambach getroffen.
Mit Concessionsurkunde vom 3. November 1874 wurde den Konzessionären Victor Graf Wimpffen im Vereine mit Adolph Horst, Leopold Hutterstraßer, Alexander Curti und August Köstlin das Recht zum Bau und Betrieb der genannten Strecken verliehen, wobei u. a. für die Zweigbahn von Scheibmühl nach Schrambach, eventuell Freiland der Status einer Secundärbahn festgelegt wurde, solange von der Staatsverwaltung keine technisch-bauliche Aufwertung angeordnet wäre.
Am 19. Oktober 1876 konstituierte sich die Leobersdorf-St. Pöltener Eisenbahn-Gesellschaft unter der Firma K. k. priv. niederösterreichische Südwestbahn in der Anwesenheit von 17 Aktionären, welche mehr als neun Zehntel des Actien-Kapitals repräsentierten.
Trotz mehrfacher staatlicher Unterstützung
sah sich die Aktiengesellschaft k. k. priv. niederösterreichische Südwestbahnen,
die den Bahnbau begonnen hatte, unlösbaren Finanzierungsproblemen gegenüber, sodass der Staat die Restfinanzierung und schließlich 1878 die gesamte Bahnanlage unter der Bezeichnung k. k. niederösterreichische Staatsbahnen übernahm.

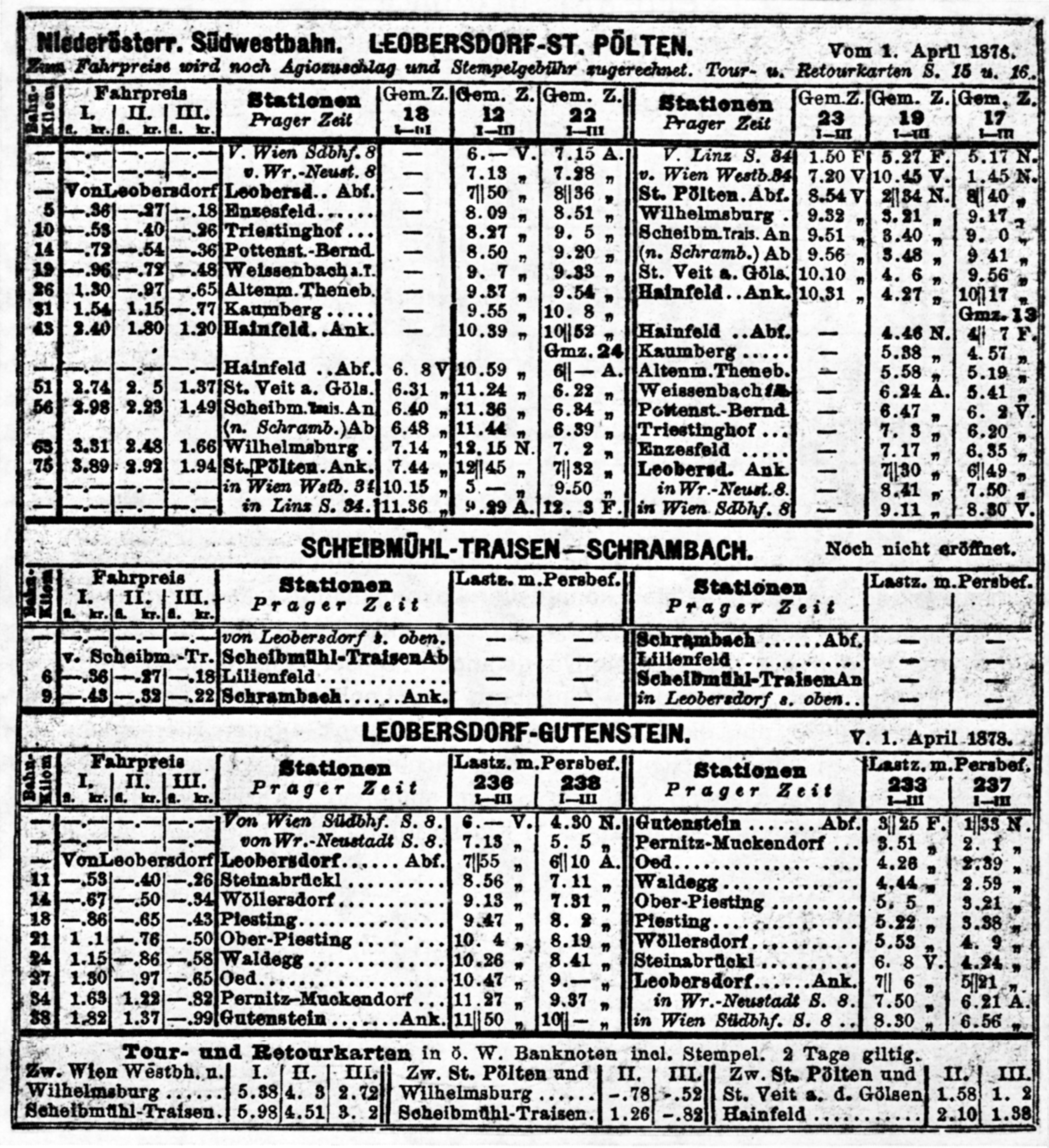
Niederösterreichische Südwestbahnen, erstveröffentlichter Fahrplan (Auszug), 1. April 1878

Die Eröffnung des Abschnittes Leobersdorf–Kaumberg erfolgte am 1. September 1877.
Die Reststrecke nach St. Pölten wurde am 3. Oktober 1877 dem Verkehr übergeben.

## Strecke

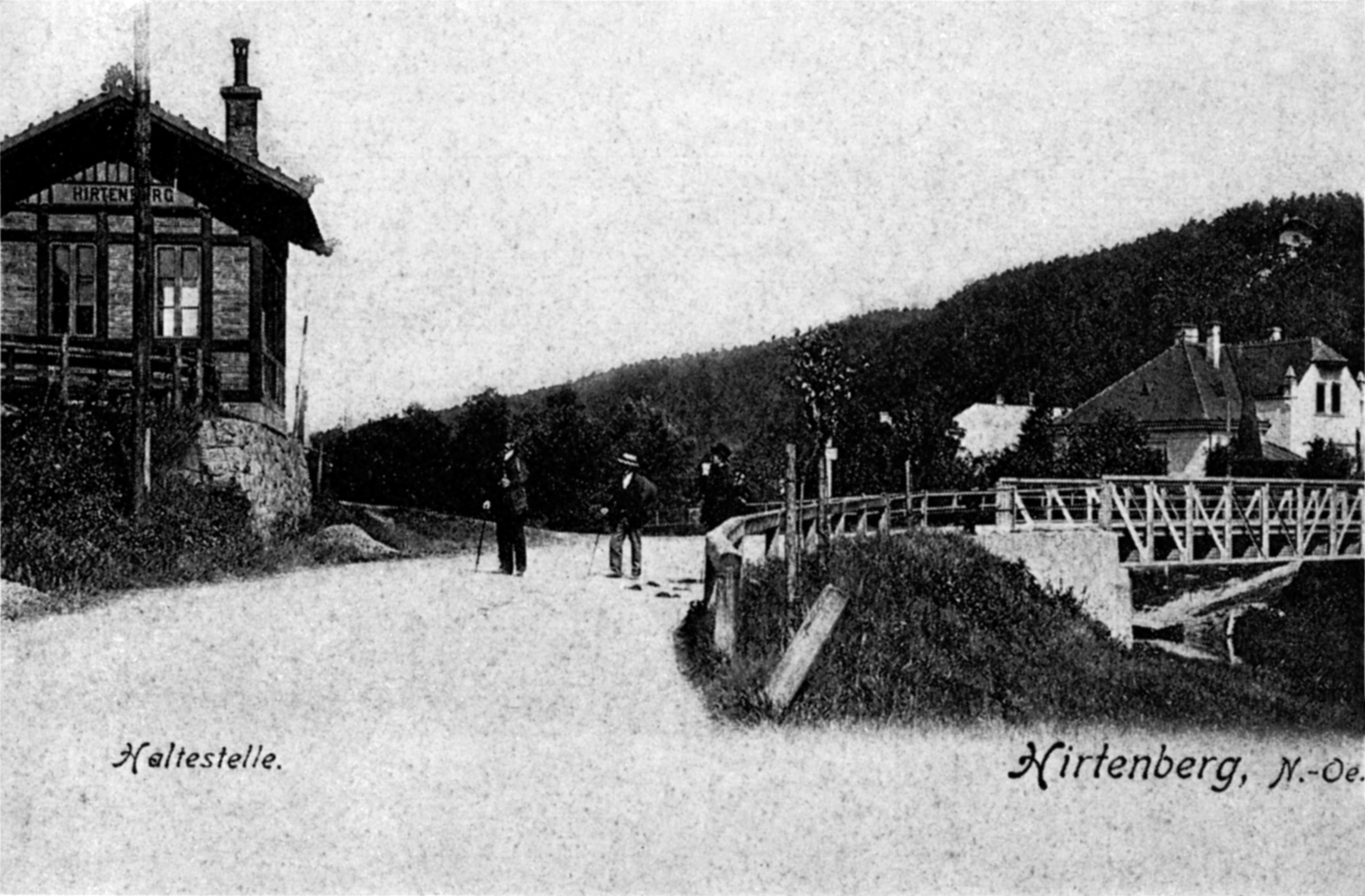
Haltestelle Hirtenberg an der die Triesting querenden Bahnbrücke (um 1905)

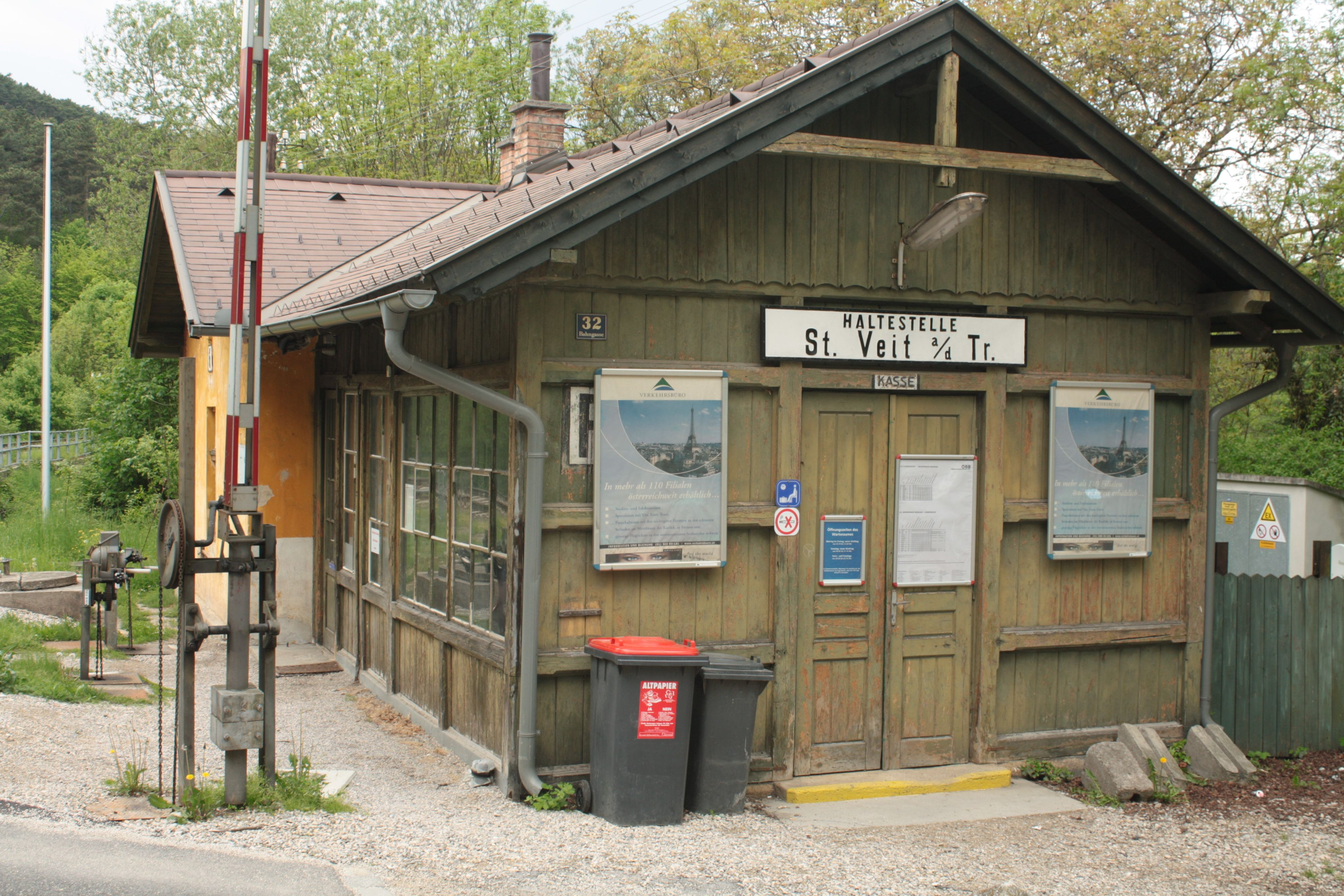
Haltestelle St. Veit im Jahr 2010

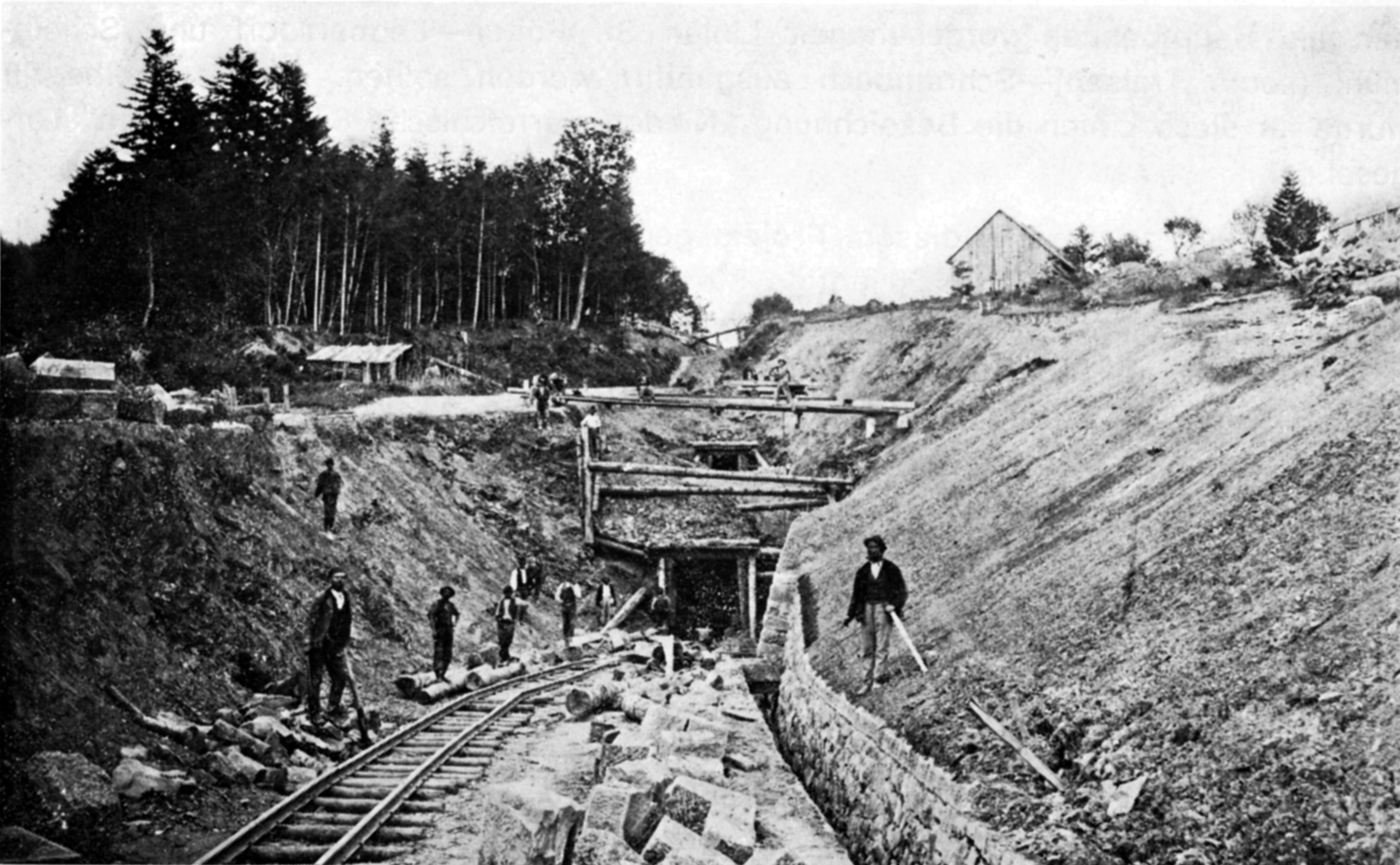
Gerichtsbergtunnel, West-Öffnung (Hainfeld), um 1880

Die Strecke der Leobersdorfer Bahn beginnt in Leobersdorf und führt zunächst – bis 2018 noch elektrifiziert – bis Wittmannsdorf. Der Grund, warum dieses kurze Teilstück elektrifiziert war, lag darin, dass in Wittmannsdorf ursprünglich die Strecke nach Gutenstein abzweigte. Durchgehende Züge von Wien nach Gutenstein wurden der Einfachheit halber elektrisch bis Wittmannsdorf geführt, und erst dort wurde das Triebfahrzeug getauscht. Bis 2008 wurden Schnellbahnzüge, die „ursprünglich“ in Leobersdorf geendet hätten, bis Wittmannsdorf geführt, damit sie im wichtigen Bahnhof Leobersdorf während der Wendezeiten kein Gleis belegten. Ab dem Winterfahrplan 2008/2009 wurde diese Betriebsform mit Ausnahme einer Verbindung und mit Dezember 2015 endgültig aufgegeben. Die Oberleitung zwischen Leobersdorf und Wittmannsdorf wurde Anfang 2015 abgeschaltet und in weiterer Folge abgebaut. Sie beruhte in technischer Hinsicht noch auf den Regeln ihrer Errichtungszeit Ende der 1950er-Jahre und wäre grundlegend zu erneuern gewesen, wofür aber kein Bedarf bestand.
Nach dem Bahnhof Enzesfeld-Lindabrunn betritt die Strecke das eigentliche Triestingtal. Nach der Haltestelle Hirtenberg (die eigentlich noch auf Enzesfelder Gemeindegebiet liegt) folgt die Haltestelle St. Veit a.d. Triesting. Das ehemalige Bahnwärterhäuschen, das durch den Anbau einer Veranda zu einer Haltestelle erweitert wurde, ist praktisch im Originalzustand erhalten. Etwas abseits stehend ist auch noch das hölzerne Aborthäuschen fast im Ursprungszustand vorhanden. Es folgt die für den Güterverkehr, aber auch für die Fabriksarbeiter der ehemaligen Berndorfer Metallwarenfabrik wichtige Station Berndorf Fabrik
und der in der Stadt gelegene Bahnhof Berndorf Stadt. Die Geschichte Berndorfs ist geprägt von dem erst durch den Bahnbau ermöglichten Aufstieg der Industriebetriebe.
Weiter talaufwärts folgen die Stationen Pottenstein und Fahrafeld, der zu Ehren die erste österreichische Dampflokomotive mit Achsformel C ihren Namen („FAHRAFELD“) erhielt und die mit 8. Dezember 2007 stillgelegt wurde. Danach wird Weissenbach an der Triesting erreicht, das seit 12. Dezember 2004 Endpunkt der Linie ist.
Die Haltestelle Taßhof ist bereits seit 1996 stillgelegt. Altenmarkt a.d. Triesting, Altenmarkt-Thenneberg, Kaumberg, Kaumberg Markt und Gerichtsberg sind seit 2004 ohne öffentlichen Bahnanschluss. Der planmäßige Güterverkehr über den Gerichtsberg endete bereits am 3. Juni 2001.
Kurz vor der Station Gerichtsberg erreicht die Bahnstrecke ihren höchsten Punkt im 168 m langen Gerichtsbergtunnel und überschreitet die Wasserscheide zwischen Triesting und Gölsen. Der Bahnhof Gerichtsberg hatte, anders als die meisten anderen Bahnhöfe auf der Strecke vor der Modernisierung diverser Bahnhöfe in den 2000er und 2010er Jahren, Ausfahrsignale.
Mit Hainfeld wird der bedeutendste und größte Ort im Gölsental erreicht. Bis 2024/2025 soll die Leobersdorfer Bahn zwischen St. Pölten und Hainfeld elektrifiziert werden.

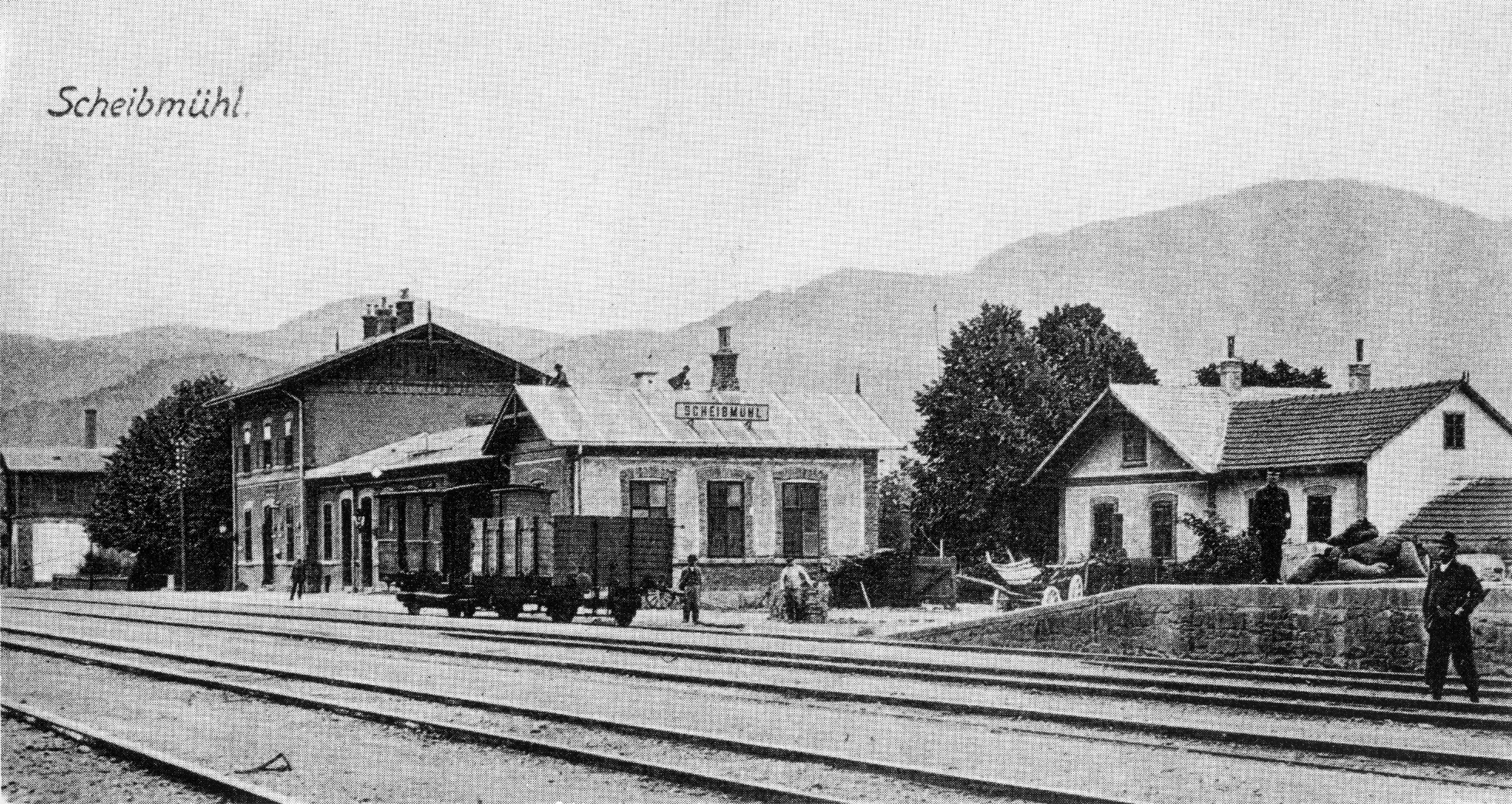
Abzweigstation Scheibmühl (um 1905)

Dann folgen die Haltestellen Rohrbach a.d. Gölsen und Rainfeld sowie der Bahnhof St. Veit a.d. Gölsen. Nach der Haltestelle Wiesenfeld-Schwarzenbach wird Traisen erreicht, der Bahnknotenpunkt, an dem die Strecke nach Kernhof abzweigt.
Von nun an folgt die Strecke der Traisen nach Norden. Die nächsten Stationen sind bzw. waren Rotheau-Eschenau, Göblasbruck (beide bis 2014), Kreisbach und Wilhelmsburg.
Jetzt wendet sich die Strecke von der Traisen ab und verläuft fast geradlinig auf die heutige Hauptstadt Niederösterreichs St. Pölten zu. Es folgen die Haltestelle St. Georgen und der Bahnhof sowie die Haltestelle Spratzern (kein Personenverkehr seit 2014). Zwischen St. Pölten Alpenbahnhof und der Endstelle der Strecke St. Pölten Hauptbahnhof läuft die Trasse parallel zur Mariazellerbahn.
Im Stadtgebiet von St. Pölten wird seit 11. April 2022 das neu errichtete Bildungscampus der ÖBB mit den derzeitig bestehenden Regionalzug-Verbindungen angefahren, als Bedarfsaufenthalt. Gleichzeitig ist jedoch, trotz Protest der Einheimischen, die Station Hart-Wörth geschlossen worden.

## Fahrbetriebsmittel

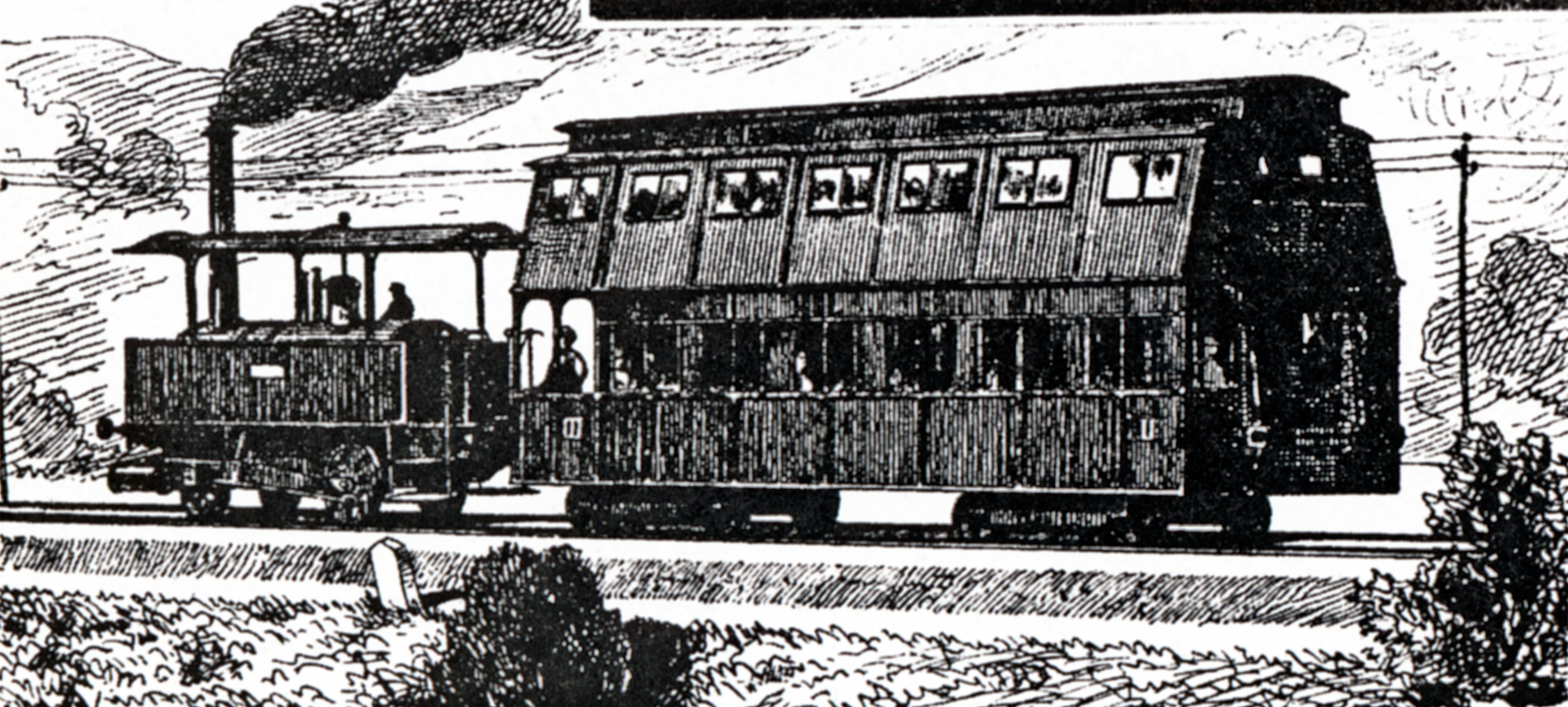
Dampfomnibus der Niederösterreichischen Südwestbahnen (um 1880)

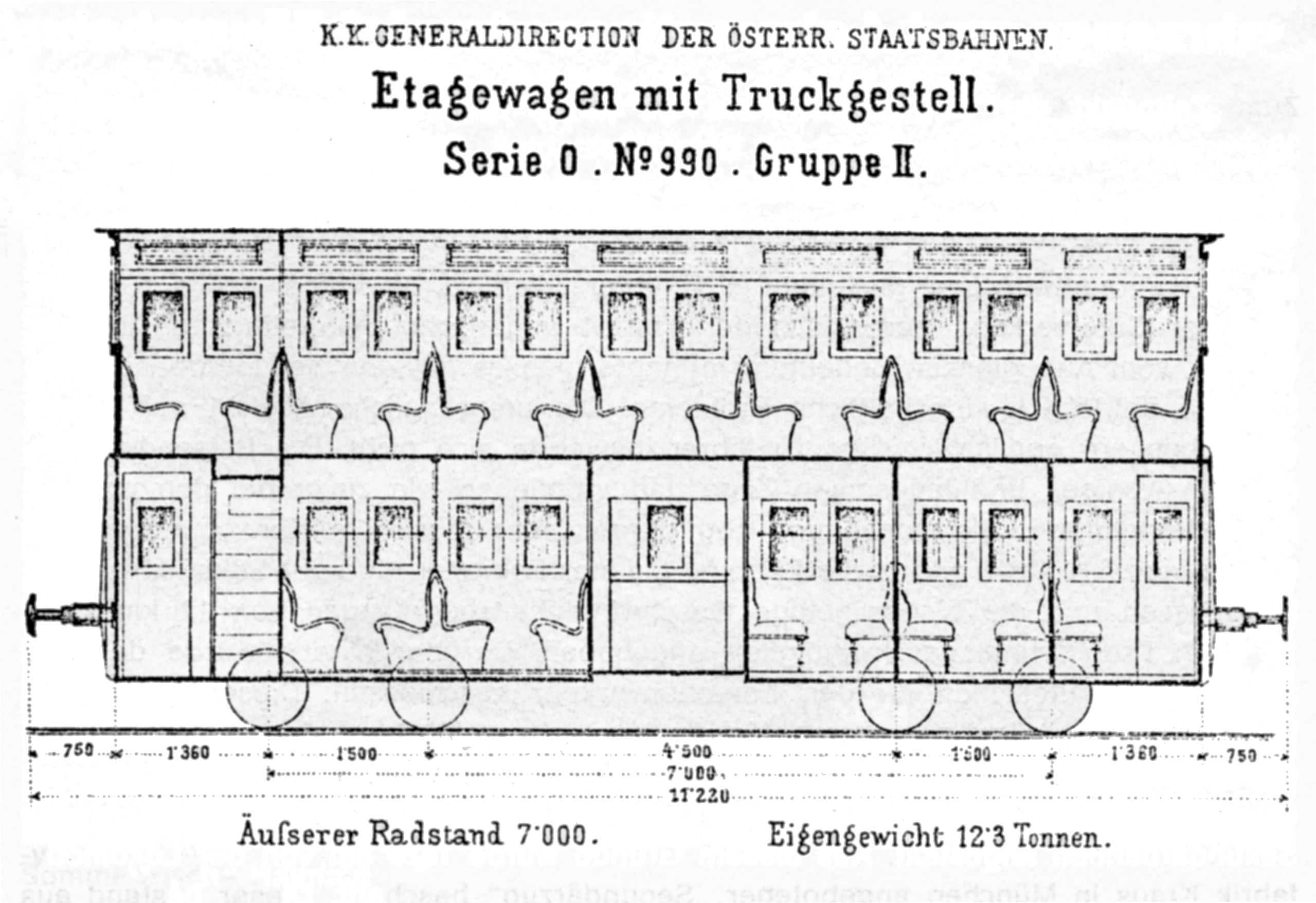
Etagewagen mit Truckgestell, Systemzeichnung (um 1880)

Die Niederösterreichischen Südwestbahnen beschafften ursprünglich sechs Lokomotiven der Serie A, sieben Maschinen der Serie B, eine Tenderlokomotive 1C und sechs Tenderlokomotiven der Serie C mit den Nummern 2 bis 7. Alle diese Maschinen wurden von den kkStB übernommen. Die kkStB selbst ließ 1893 drei Lokomotiven (97.59–61) für die NÖSWB im Zusammenhang mit der Eröffnung der Zweiglinie nach Kernhof bauen.
Besonders erwähnenswert ist, dass die kkStB mit den so genannten Sekundärzügen versucht haben, den Verkehr auf Nebenbahnen wie der Leobersdorferbahn zu rationalisieren. Es war dies ein von der Tenderlokomotive 1C gezogener vierachsiger Doppelstockwagen. Beide Fahrzeuge wurden von Krauss in München 1879 geliefert und bewährten sich einigermaßen, waren aber beim Publikum nicht sehr beliebt. Allerdings verfolgten die kkStB diesen Weg nicht weiter.
Später setzten die kkStB unter anderen folgende Reihen auf der NÖSWB ein: kkStB 1, kkStB 4, kkStB 229, kkStB 35, kkStB 56, kkStB 60, kkStB 88, kkStB 188, kkStB 92 und kkStB 99.
Für den 1. März 1900 war auf dem Streckenabschnitt Leobersdorf–Weißenbach eine einmonatige Erprobung von Motorwägen geplant, welche ab 1. April 1900 den regulären Dienst aufnehmen sollten. Mit dem Einsatz von Motorwägen wollte man den Bewohnern des unteren Triestingthales den Besuch des Berndofer Theaters erleichtern
In der Zwischenkriegszeit verwendete die BBÖ u. a. folgende Reihen: BBÖ 30, BBÖ 56, BBÖ 60, BBÖ 178, BBÖ 184, BBÖ 97, BBÖ 378, BBÖ 460, BBÖ 360, BBÖ 399.
Während des Zweiten Weltkrieges setzte die Deutsche Reichsbahn vor allem die Baureihen 56.31-34, 57.10-40, 57.7, 95.1 und 58.7 ein.
Nach dem Zweiten Weltkrieg kamen als neue Reihen ÖBB 75 und ÖBB 77 zum Einsatz. Kurze Einsätze gab es von folgenden Reihen: ÖBB 454, ÖBB 691 und ÖBB 770.
In den Sechzigerjahren trugen ÖBB 77 die Hauptlast im Personenverkehr, während ÖBB 52/ÖBB 152 im Güterverkehr im Einsatz standen. Die Reihe ÖBB 93 wurde universell sowohl im Personen- als auch im Güterverkehr eingesetzt.
Der planmäßige Dampfbetrieb endete am Samstag, dem 30. Mai 1970 mit dem Personenzug 5616, der mit der ÖBB 52.7408 bespannt war.
In den Jahren 1964 bis 1966 begann die Diesellokära auf der Leobersdorfer Bahn mit der Reihe ÖBB 2045. In späteren Jahren übernahmen hauptsächlich ÖBB 2143 den Verkehr. Regelmäßig fand sich auch eine Kremser ÖBB 2043 im Umlauf. ÖBB 2048 waren vor dem Sammler im Traisental unterwegs.
Dem rückgängigen Personenverkehr wurde durch den Einsatz von Dieseltriebwagen Rechnung getragen. So kamen etwa die Reihen ÖBB 5044/ÖBB 5144 und ÖBB 5046/ÖBB 5146 auf die Strecke. Die Triebwagen waren zum Teil mit Steuerwagen oder mit angehängten zweiachsigen Spantenwagen oder vierachsigen Schlierenwagen unterwegs.
In den letzten Jahren kommen nun ÖBB 2016 und ÖBB 5047/ÖBB 5147 zum Einsatz. Maschinen der Reihe ÖBB 2070 haben die ausgemusterten Lokomotiven der Reihe ÖBB 2048 abgelöst. Die 5147 wurden jedoch 2012 alle an die Raaberbahn verkauft und kommen seitdem nicht mehr auf der Leobersdorfer Bahn zum Einsatz.

## Bedeutung
Zur Zeit ihrer Entstehung war die Leobersdorfer Bahn einerseits als Verbindung zwischen Südbahn und Westbahn gedacht, andererseits sollte sie die Wirtschaftsbetriebe, die sich durch die vorhandene Wasserkraft hier ansiedelten, im Einzugsgebiet der Bahn fördern und ihnen den Zugang zum Bahnnetz schaffen. Diese Aufgabe hat sie ohne Zweifel erfüllt.
Der Personenverkehr spielte von Anfang an eine untergeordnete Rolle, der die Betreiber auch durch effizienten Betrieb (Sekundärzüge mit Doppelstockwagen) schon in den ersten Jahren gerecht wurden.
Die Strecke wurde als eine der ersten verstaatlicht und läutete die große Staatsbahnära in Österreich ein, noch bevor die Kaiserin-Elisabeth-Bahn (Westbahn) in den Staatsbesitz überging.
Den meisten Verkehr verzeichnete die Leobersdorfer Bahn während des Zweiten Weltkrieges. Zu dieser Zeit erlangte sie strategische Bedeutung als südliche Umfahrung von Wien. Die sich zurückziehenden deutschen Truppen zerstörten aber auch einen Großteil der technischen Kunstbauten der Strecke und fast alle zurückbleibenden Lokomotiven, weshalb die Wiederaufnahme des Betriebes auf der gesamten Strecke erst Mitte Dezember 1945 erfolgen konnte.
Mit der immer stärker werdenden Konkurrenz durch den Straßenverkehr verlor die Strecke in der Nachkriegszeit immer mehr an Bedeutung. Der Güterverkehr wurde vor allem durch den Niedergang vieler Industriebetriebe im Triesting- und Gölsental praktisch bedeutungslos und unverhältnismäßig teuer. Dies führte dazu, dass er 2001 über den Gerichtsberg gänzlich eingestellt wurde.
Die nicht durchgeführten Investitionen und Modernisierungen (automatische Schrankenanlagen, fernbediente Weichen, Erneuerungen des Oberbaus) führten zu einer personalintensiven und langsamen Abwicklung des Verkehrs, der nicht mehr kostendeckend durchgeführt werden konnte. Die in den 1960er und 1970er Jahren gut besetzten Arbeiter- und Schülerzüge verloren immer mehr an Bedeutung. In den Sommermonaten 2005 verkehrte der „Triestingtalexpress“, ein Sonderzug an Sonn- und Feiertagen, im Nostalgieverkehr.
Die Strecke zwischen Wittmannsdorf und Weißenbach-Neuhaus wurde für den Fernsteuerbetrieb, der vom Bahnhof Wittmannsdorf aus erfolgt, umgebaut. Die Arbeiten wurden zum Fahrplanwechsel im Dezember 2010 fertiggestellt. Für die Fahrgäste wirkte sich diese Modernisierung und Rationalisierung jedoch bisher noch nicht in kürzeren Fahrzeiten aus.
Geschichtsbedingte Attraktivität sowie touristisches Potenzial der gesamten Strecke wurden von den ÖBB im Jahr 2008 eingestanden und zu nützen versucht, als sie für den eingestellten Teilabschnitt Weissenbach–Neuhaus–Hainfeld von km 19,610 bis km 43,450 einen neuen Betreiber suchten.

## Attraktivierung
Der Abschnitt zwischen Sankt Pölten und Hainfeld soll bis 2027 elektrifiziert und in mehrlei Hinsicht attraktiviert werden. Die Bauarbeiten für die Elektrifizierung wurden am 4. März 2025 begonnen.

## Galerie

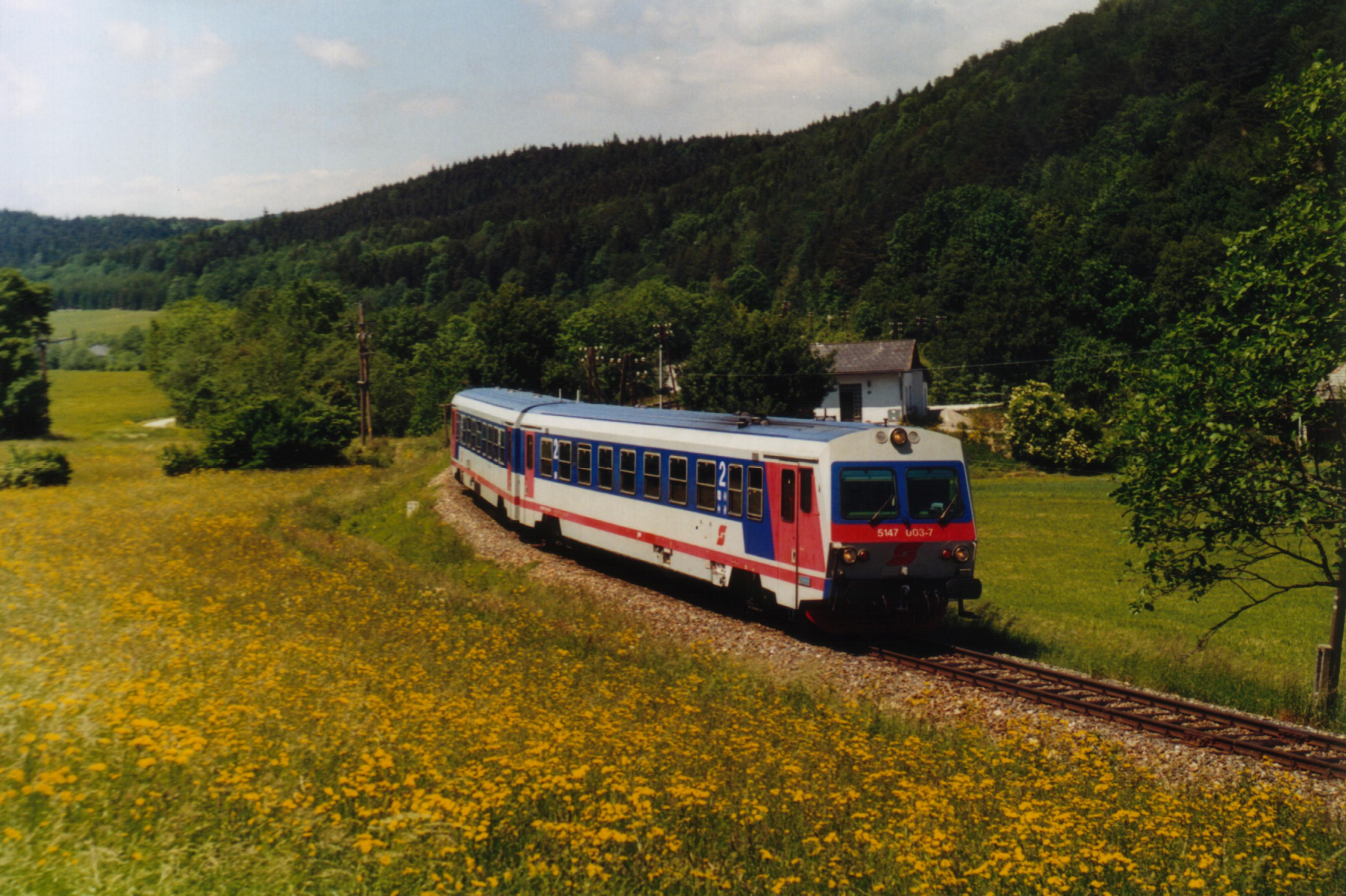
ÖBB 5147.003 in Thenneberg im Mai 2001
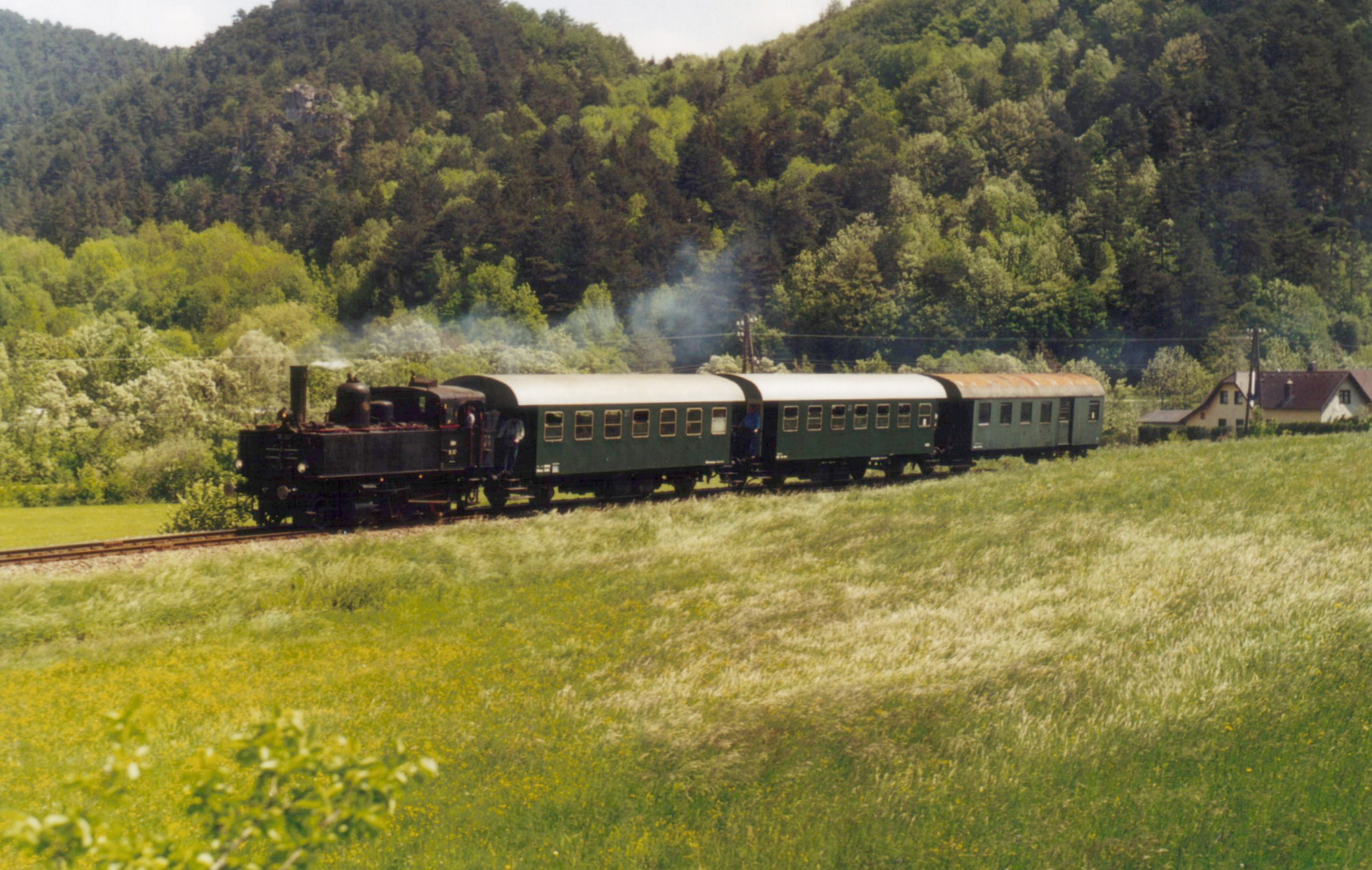
Sonderfahrt am 19. Mai 2001 anlässlich der Einstellung der Linie nach Türnitz; 91.107 bei Altenmarkt
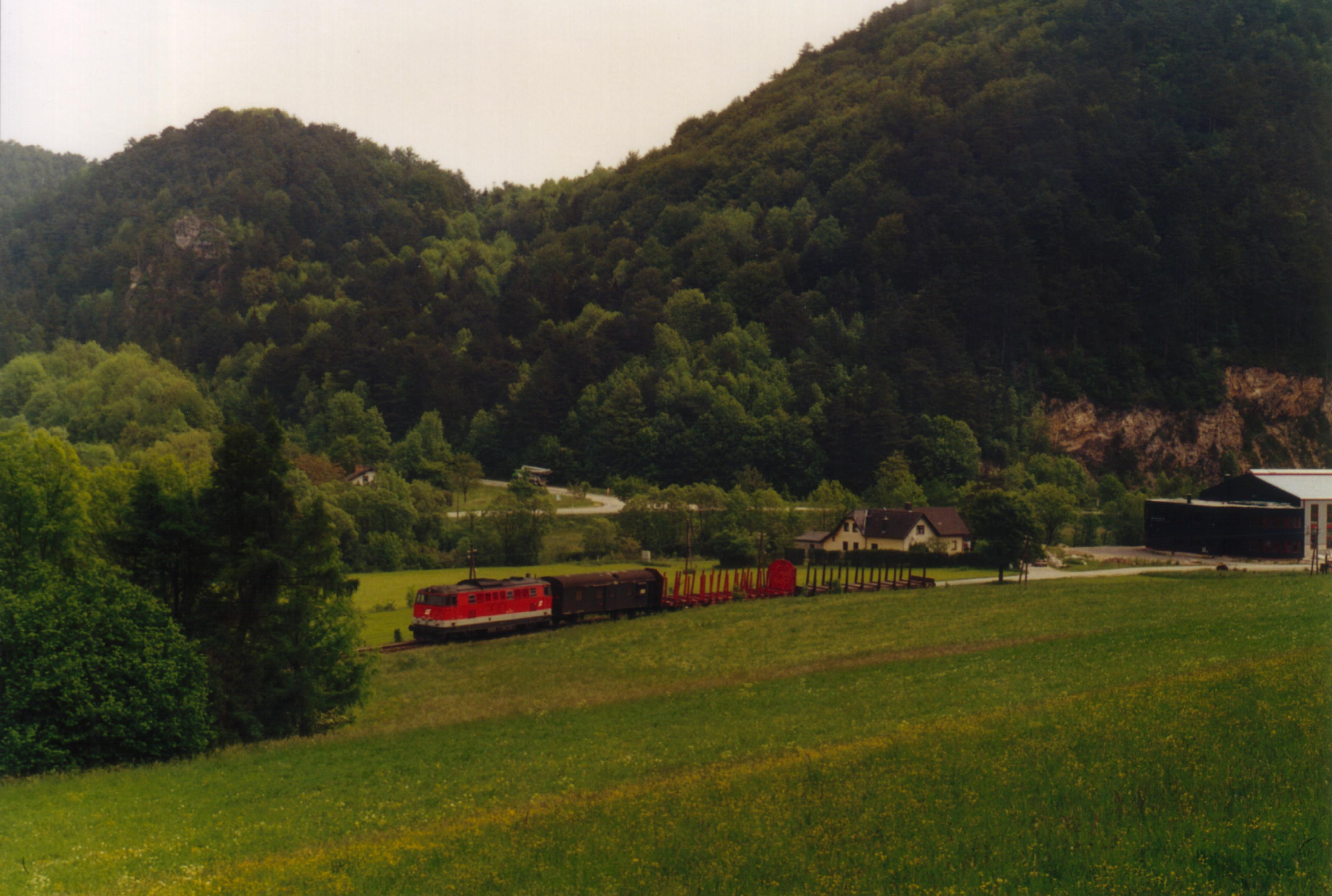
Einer der letzten planmäßigen Güterzüge über den Gerichtsberg am 22. Mai 2001 bei Altenmarkt
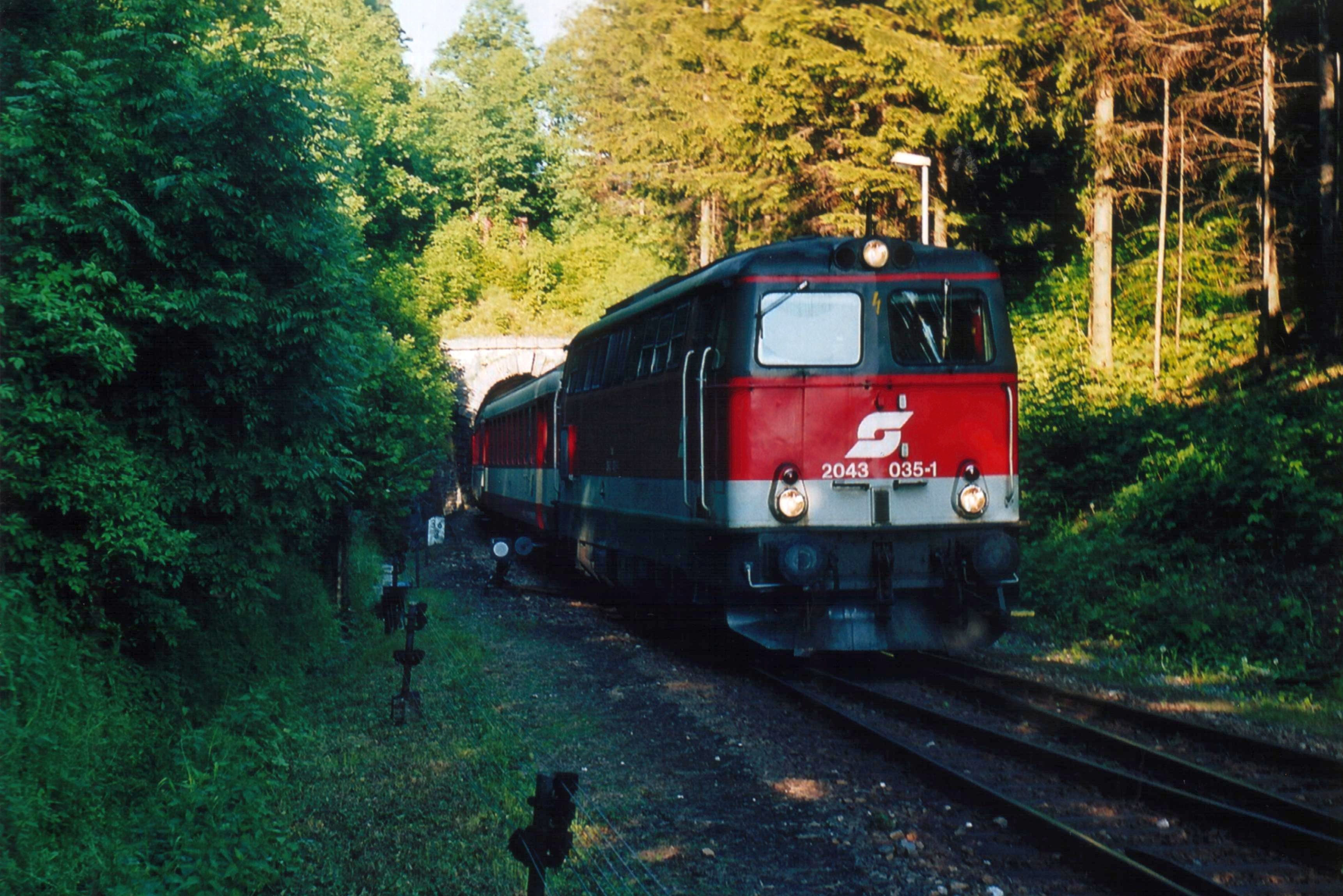
2043.035 verlässt den Gerichtsbergtunnel am 7. Juni 2004
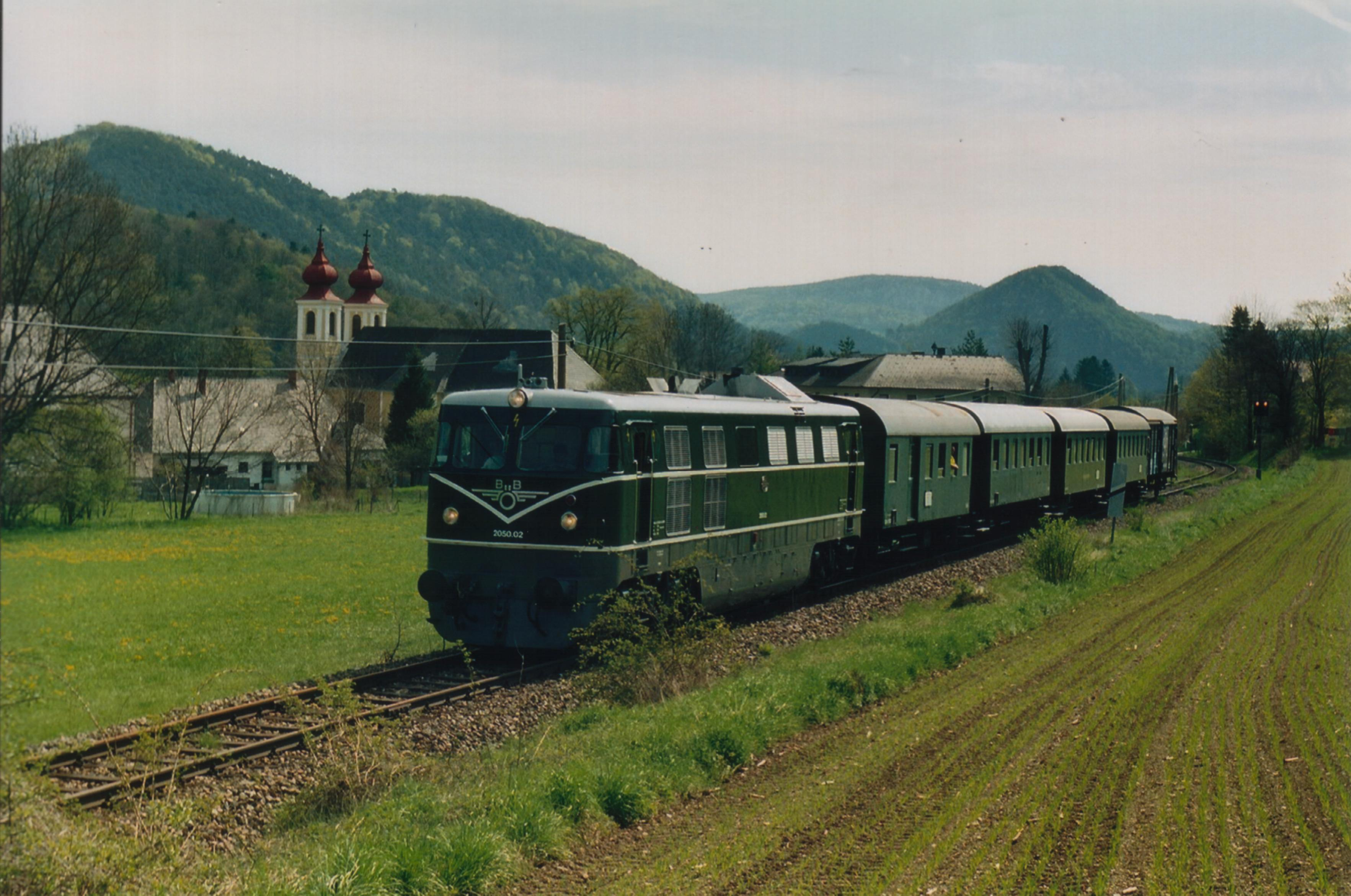
Der erste Triestingtalexpress gezogen von der 2050.02 am 1. Mai 2005 in Thenneberg
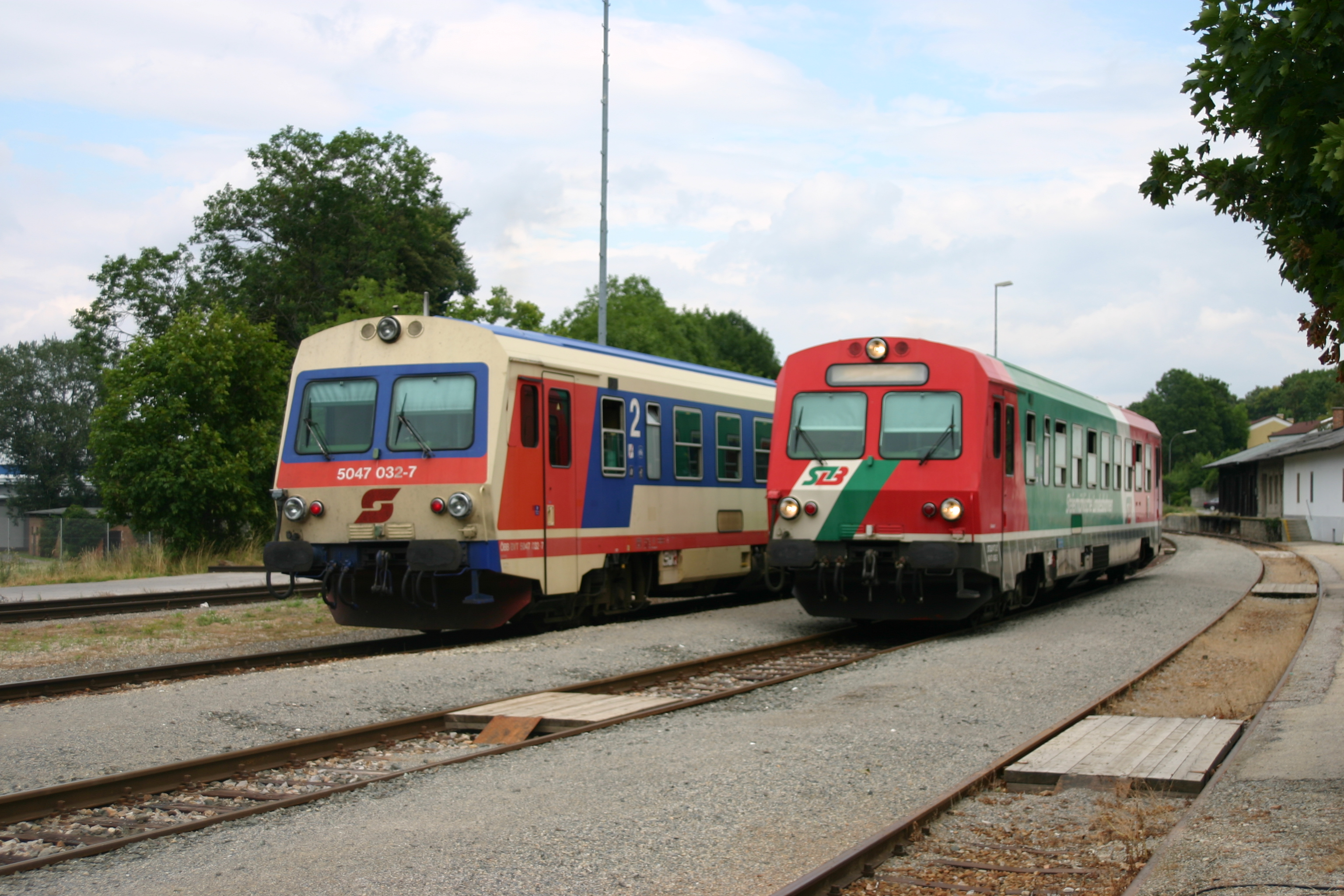
Der ÖBB 5047.032 und der STLB VT 52 5047.402 kreuzen am 5. August 2006 im Bhf. Enzesfeld-Lindabrunn
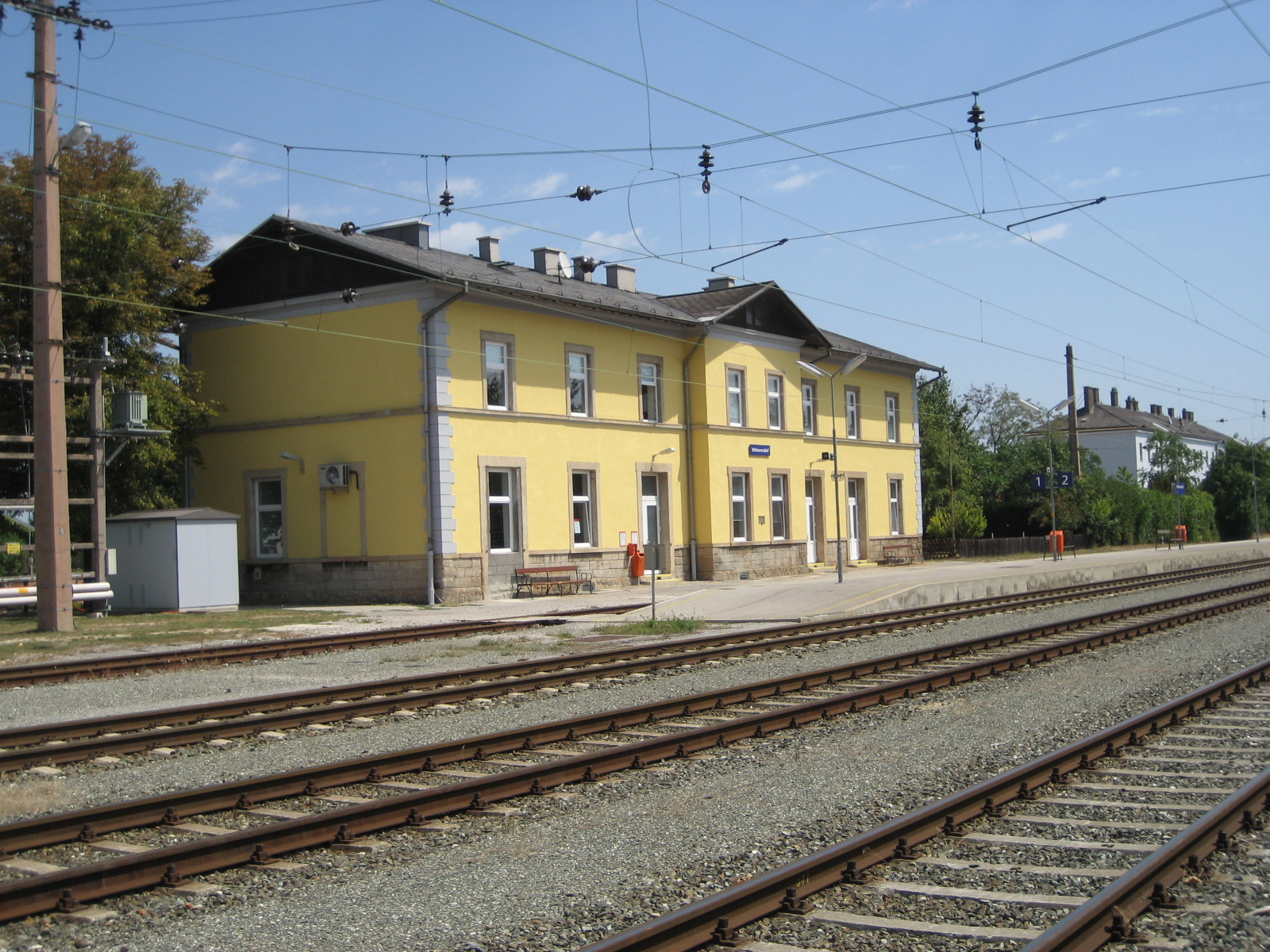
Aufnahmsgebäude im Bahnhof Wittmannsdorf
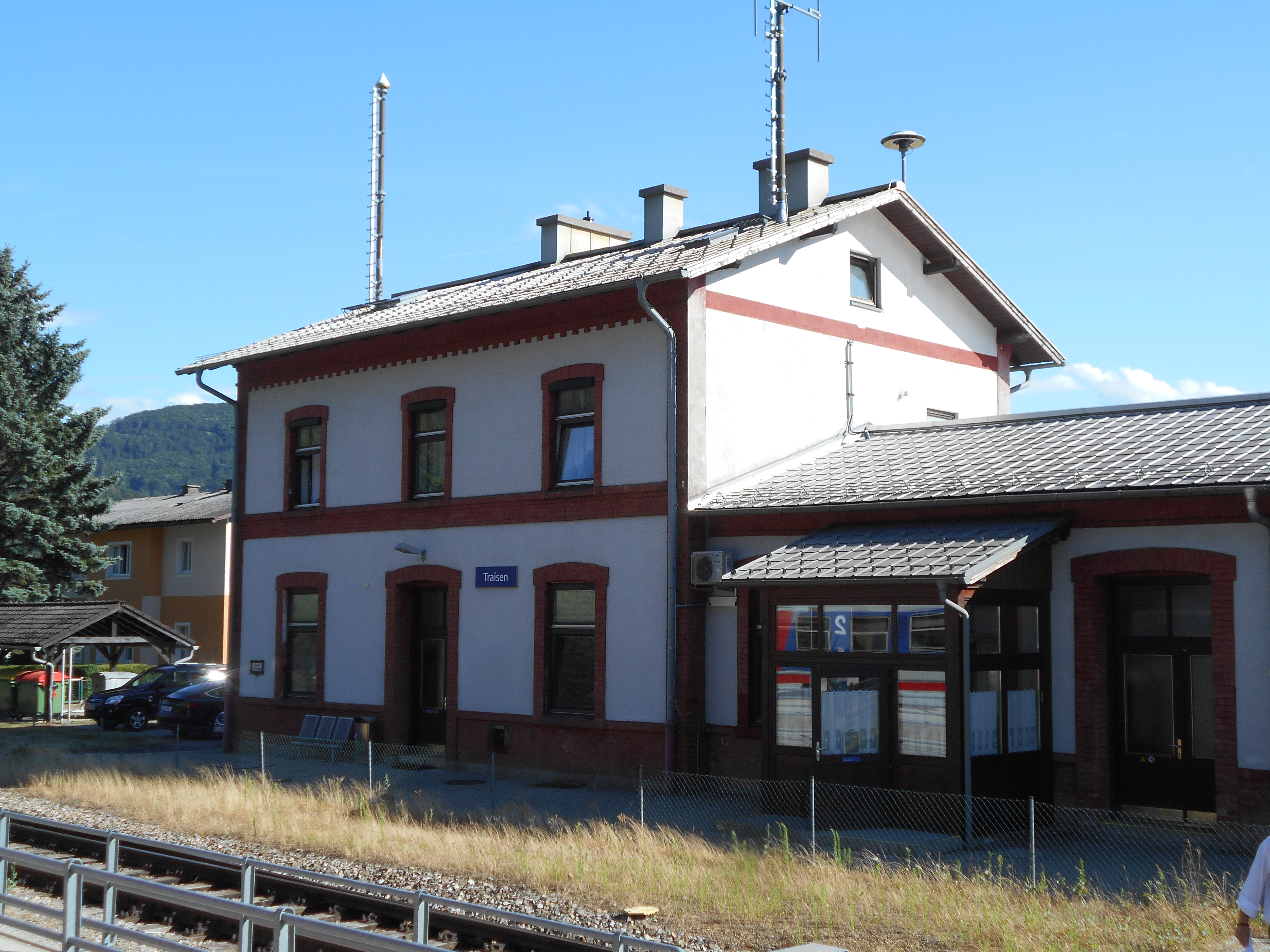
Aufnahmsgebäude im Bahnhof Traisen
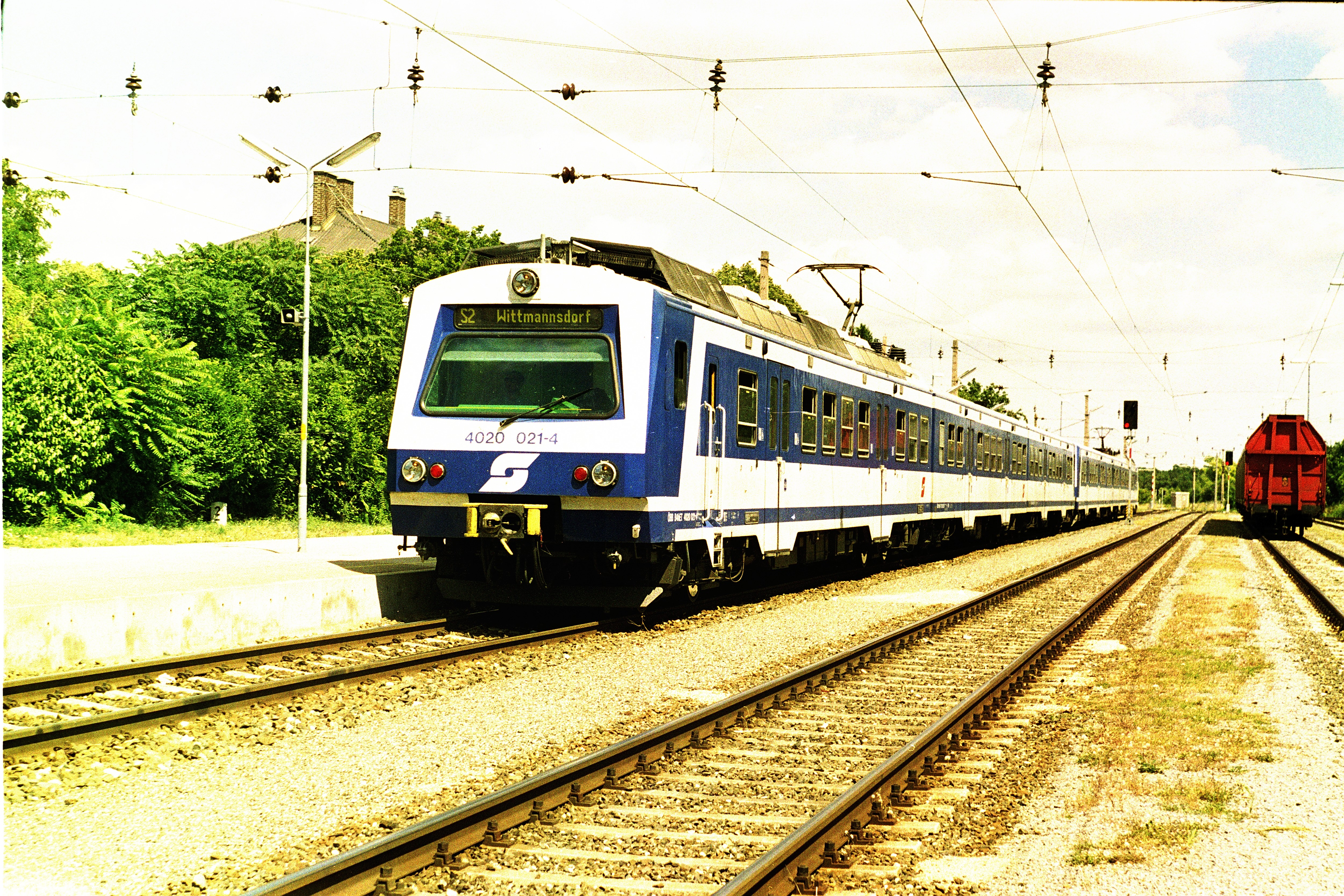
4020.021 mit Zielbahnhof Wittmannsdorf bei der Einfahrt in Bhf. Wittmannsdorf am 11. Juli 2003
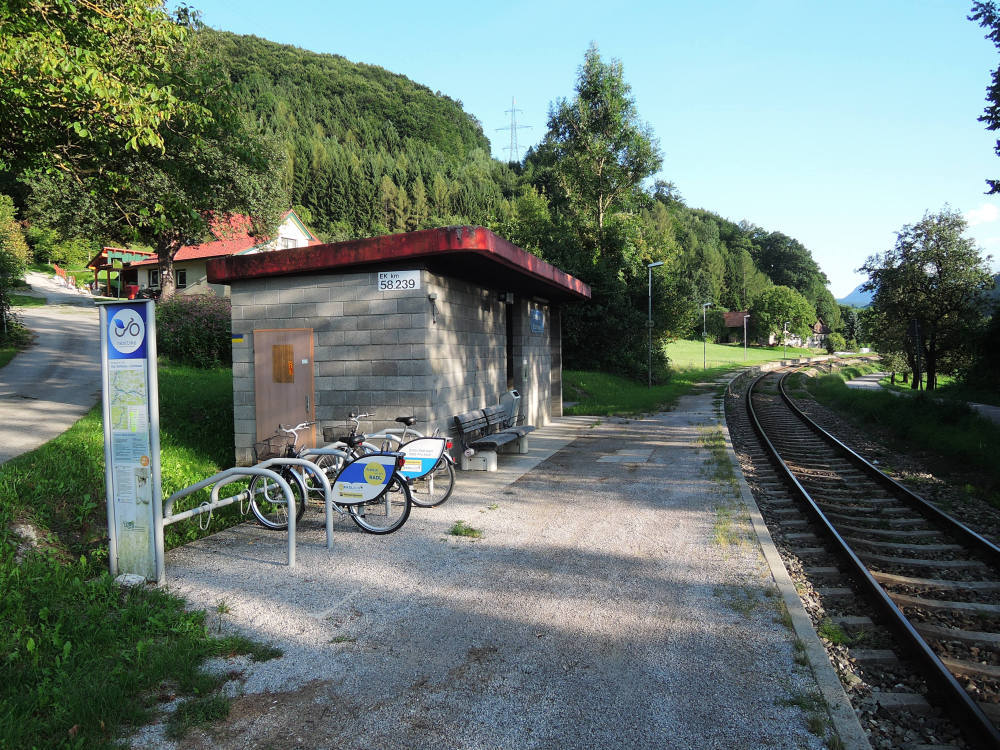
Aufgelassene Bahnhaltestelle Rotheau-Eschenau mit Leihrad-Station im August 2014
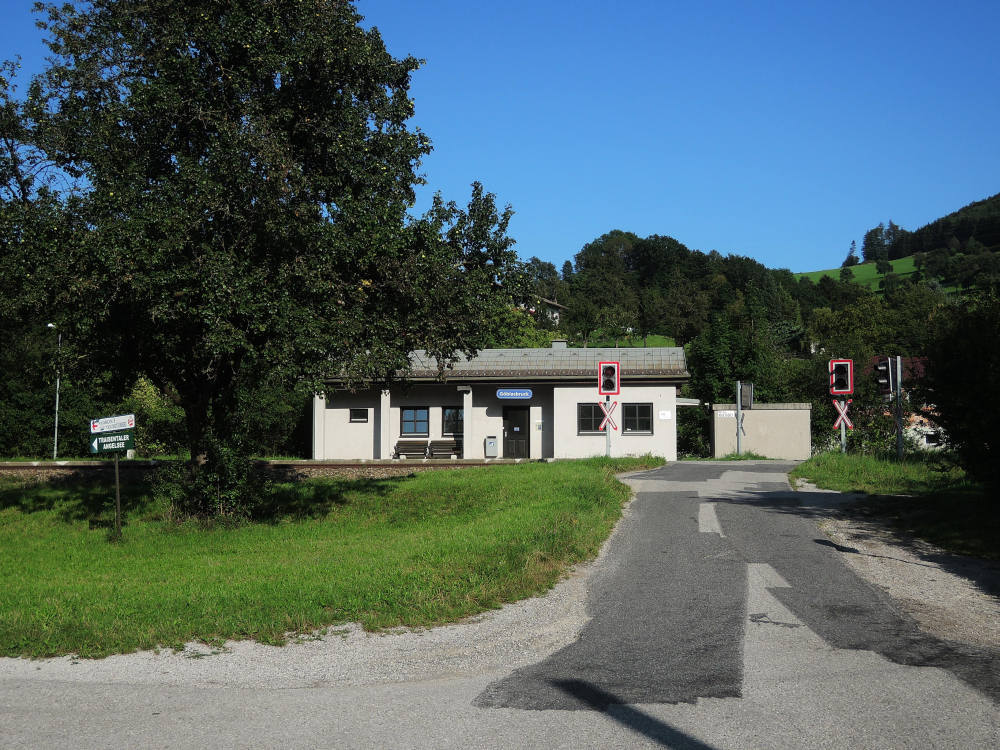
Aufgelassene Bahnhaltestelle Göblasbruck im August 2014
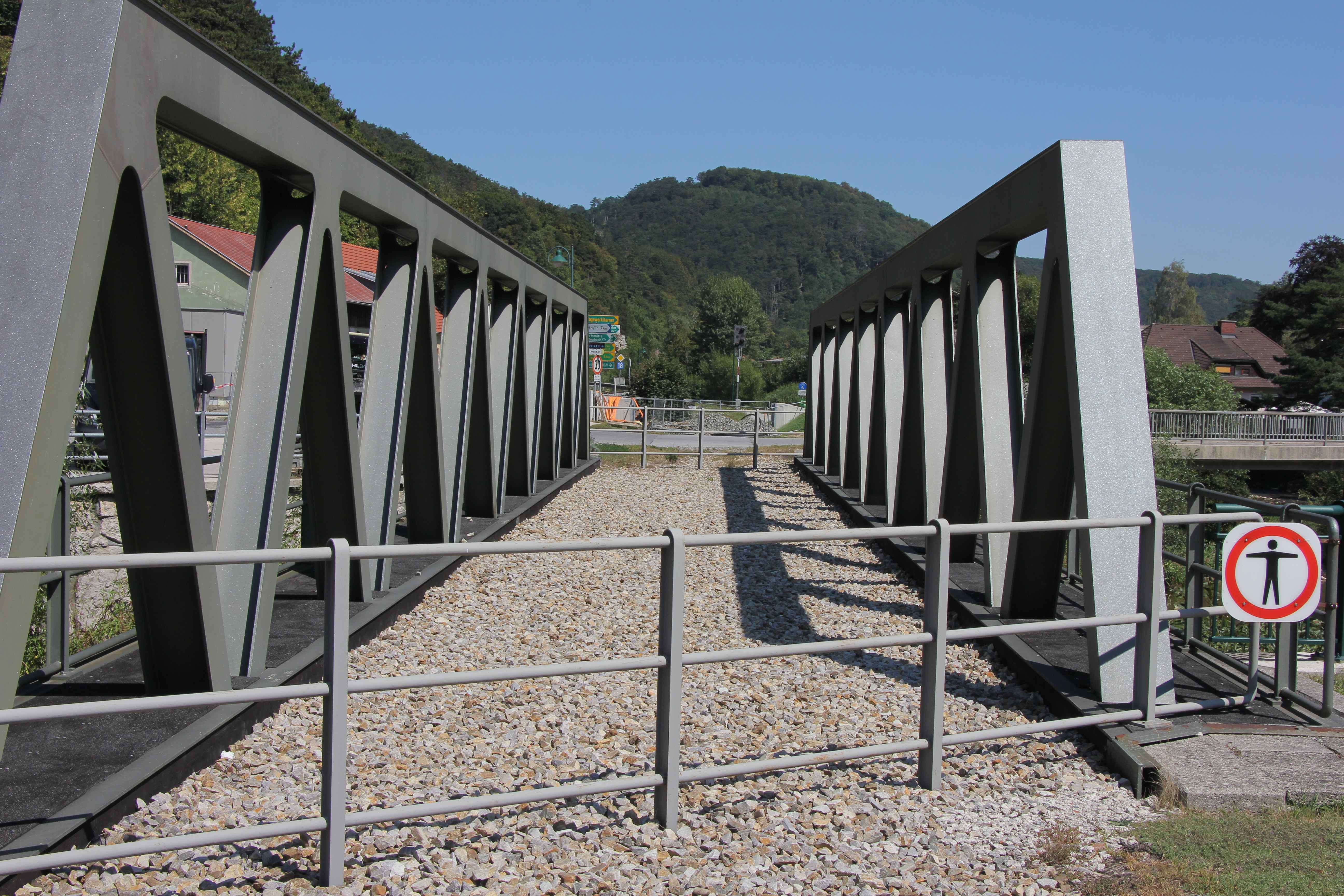
Ehemalige Bahnbrücke in Weissenbach an der Triesting